# Wieża ciśnień w Olsztynku
Wieża ciśnień w Olsztynku – wieża ciśnień usytuowana przy ul. Górnej w Olsztynku (komunalna).

## Historia
Wieża powstała na początku XX wieku. Woda do zbiornika była pompowana ze studni o głębokości 14,7 m. Służyła mieszkańcom do rozpoczęcia II wojny światowej, uniknęła zniszczenia podczas działań wojennych i była użytkowana do 1995 roku. 16 marca 2000 roku została wpisana do rejestru zabytków pod nr 4157.

## Opis
Zbiornik zbudowany z czerwonej cegły o pojemności 150 m³ ma średnicę 8 metrów i wysokość 4 metrów. Został on przykryty stożkowym dachem, nad którym znajduje się okrągła wieżyczka zwieńczona iglicą. Kubatura całej wieży to 1500 m³, a wysokość 34 metry. Ośmioboczna podstawa ma 23 metry.

## Remont w 2019 roku
W marcu 2019 roku Urząd Miejski w Olsztynku podpisał umowę z wykonawcą, który ma zakończyć prace remontowe do końca tegoż roku. Inwestycja została dofinansowana z Regionalnego Programu Operacyjnego województwa warmińsko-mazurskiego. Planowana jest budowa w miejscu zbiornika tarasu widokowego. Wewnątrz siedmiokondygnacyjnej wieży zaplanowano windę i ściankę wspinaczkową. Na dole ma być sala konferencyjna z zapleczem. Planowane jest organizowanie w wyremontowanej wieży spotkań i szkoleń dla mieszkańców. Wokół budynku przewidziano parking.